# Morgue du quai du Marché-Neuf
Pour les articles homonymes, voir Morgue de Paris.
La morgue du quai du Marché-Neuf est l'ancienne morgue municipale de Paris entre 1804 et 1868.

## Situation
Elle était située sur l'île de la Cité, quai du Marché-Neuf, à l’extrémité nord-est du pont Saint-Michel. 

## Historique
Le bâtiment servait auparavant de boucherie ou de corps de garde. Il remplace à partir de 1804 l'ancienne « morgue du Châtelet », qui était installée dans la prison du Grand Châtelet,. 
La morgue constitue, à l'époque, une des sorties les plus en vogue de la capitale : les cadavres inconnus à identifier (notamment des victimes de noyades), étendus sur douze tables inclinées de marbre noir, y sont exposés au public pendant trois jours, dans une salle séparée du public par une vitre.
Dans le cadre des travaux haussmanniens, décision est prise dans les années 1860 de détruire les bâtiments entourant le parvis Notre-Dame, notamment afin de construire l'actuelle préfecture de police. À cette occasion, le quai du Marché-Neuf doit être élargi. En 1864, la nouvelle morgue du quai de l'Archevêché est ouverte et l'ancien bâtiment est démoli.

Représentations d'époque
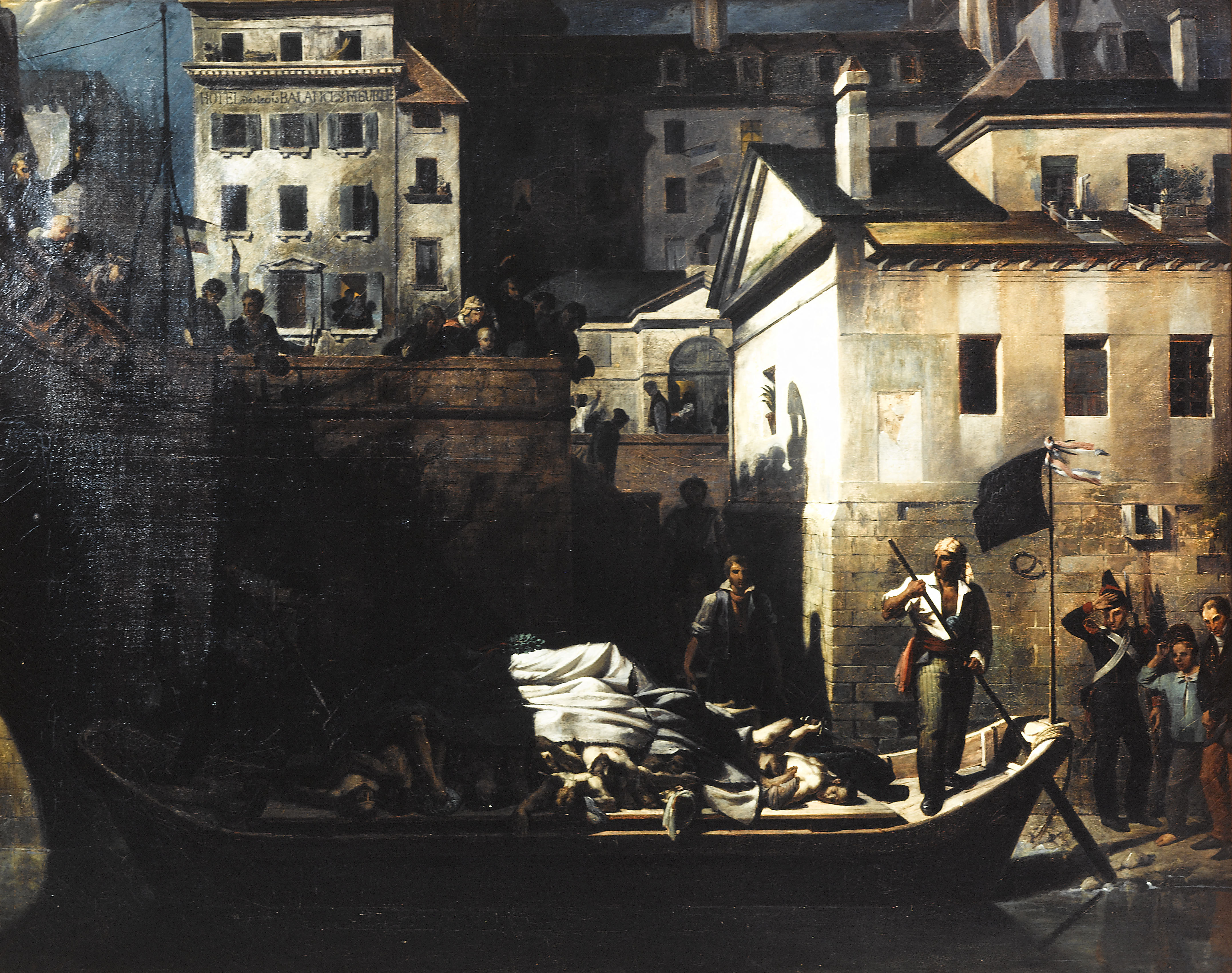
Louis-Alexandre Péron, Transport de nuit, au Gros-Caillou, des cadavres non reconnus à la morgue, après les journées de juillet 1830, quai du Marché-Neuf (huile sur toile, 1834, musée Carnavalet).
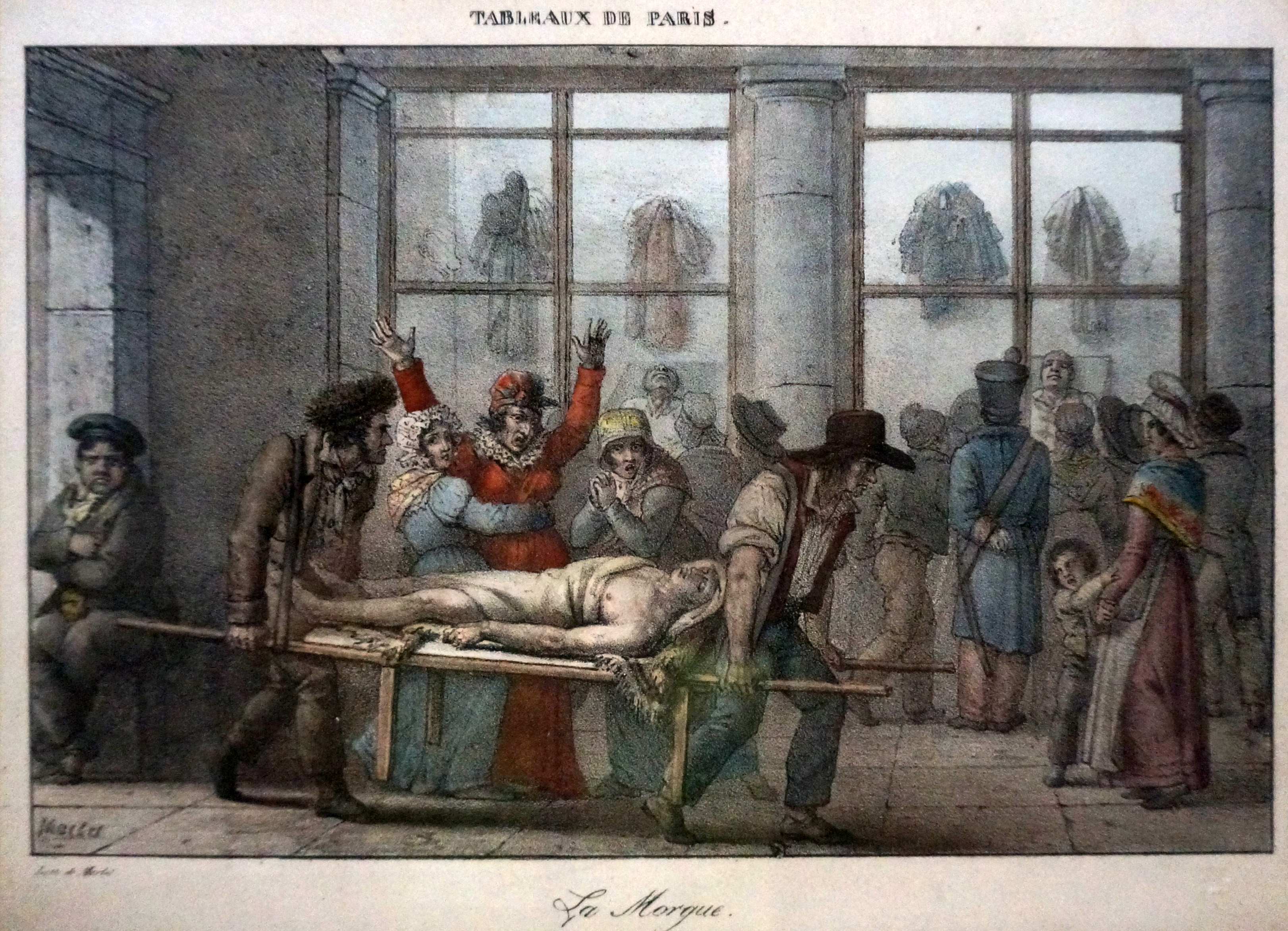
Jean Henry Marlet, La Morgue, gravure extraite des Tableaux de Paris (avant 1847).
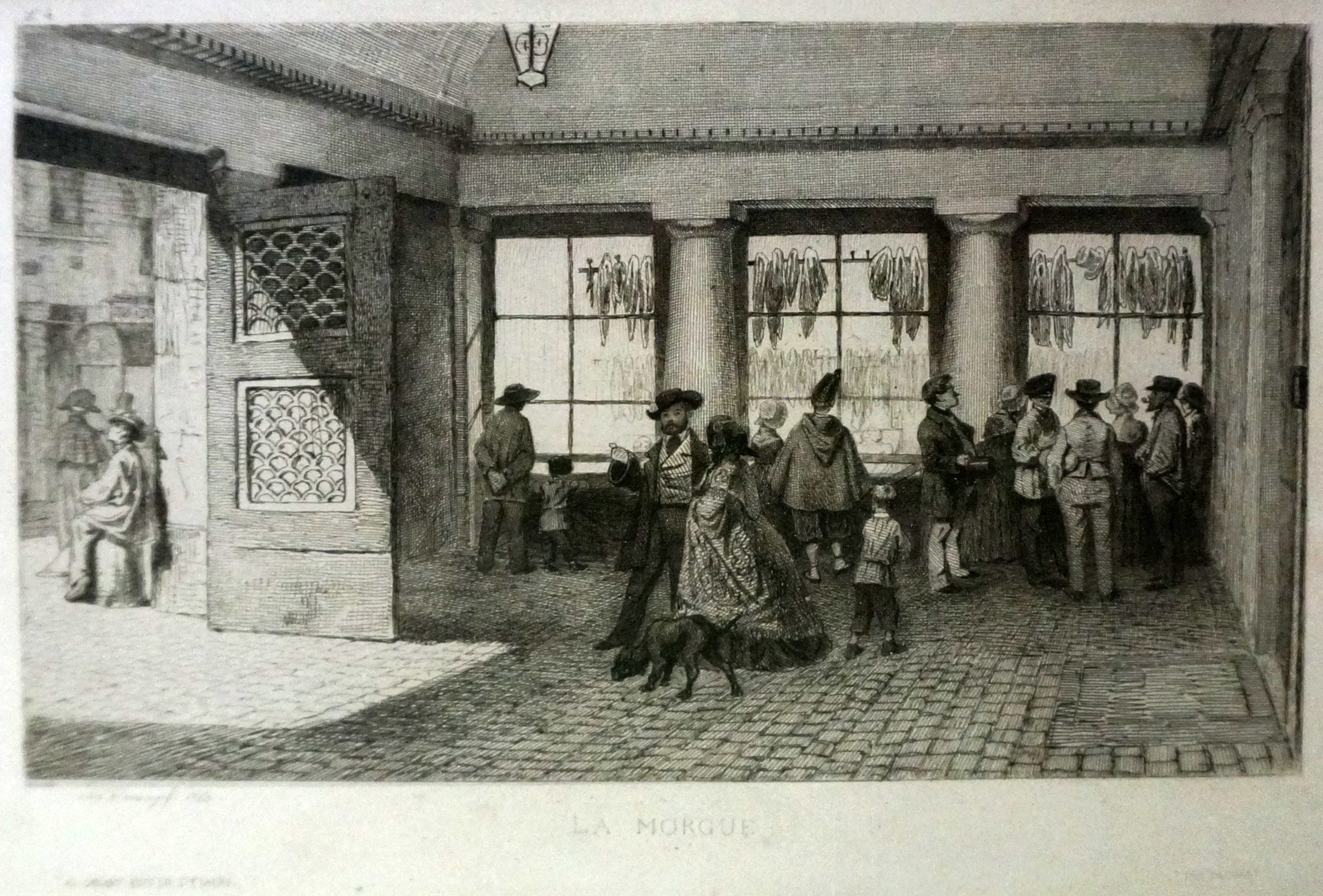
Défilé à la morgue du marché Neuf à Paris en 1855 (musée de la Préfecture de Police, Paris).
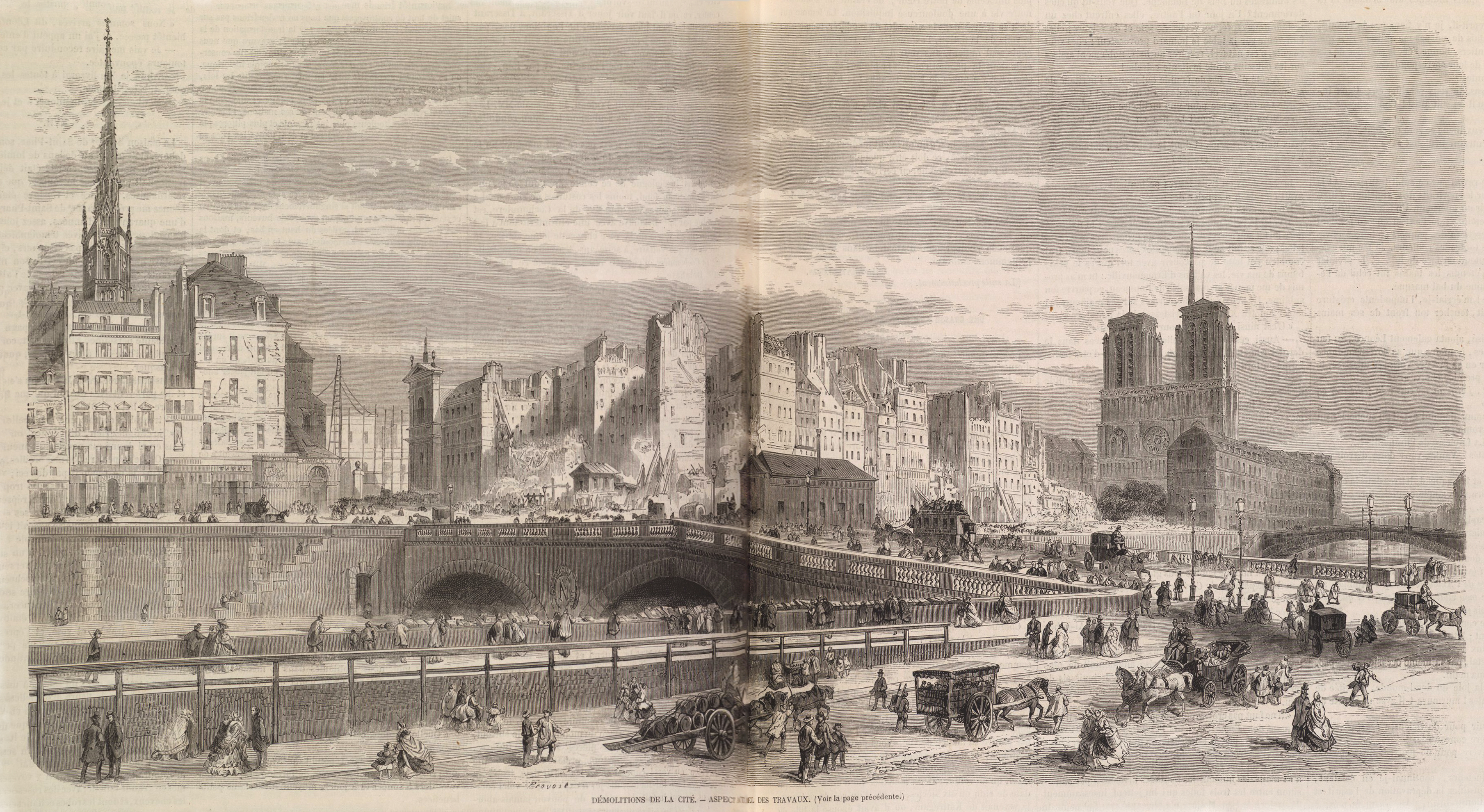
Démolitions de 1862 avec la morgue encore visible (petit bâtiment sombre au centre). Gravure d'A. Provost.

## Sources
- « La mort en vitrine à la morgue à Paris au XIXe siècle (1804-1907) » [livre], sur openedition.org, Presses universitaires de Provence, 2005 (consulté le 26 mars 2021)